# Macaulay2
Macaulay2 је слободан рачунарски алгебарски систем развијен од стране  Daniel Grayson (UIUC) и Michael Stillman (Универзитет Корнел) за обрачун у комутативној алгебри и алгебарској геометрији. Stillman, заједно са Dave Bayer је аутор претходника, Macaulay. Macaulay2 користи сопствени програмски језик високог нивоа, са намером да блиско одговара синтакси коју користи математичар на терену. Оба су објављени под лиценцом GNU General Public License верзије 2.
У интервјуу из 2006, Andrei Okounkov је навео Macaulay2 заједно са TeX као успешан пројекат отвореног кода се користи у математици и предложио да агенције за финансирање размотре и науче из ових примера.
Macaulay2 могу да користе emacs GNU TeXmacs.